# Championnat de France de tennis 1892
Le Championnat de France de tennis 1892 est la deuxième édition du Championnat de France amateur international qui deviendra le tournoi de Roland-Garros. Le Français Jean Schopfer remporte le tournoi en battant le Britannique Fassitt en finale. Il est le premier Français à remporter le tournoi.
Le tournoi est amateur. Il n'y a pas encore de tournoi féminin.

## Palmarès
| Tableau          | Vainqueur(s)            | Vainqueur(s) | Score         | Finaliste(s)                        | Finaliste(s) |
| ---------------- | ----------------------- | ------------ | ------------- | ----------------------------------- | ------------ |
| Simple messieurs | Jean Schopfer           | France       | 6-2, 1-6, 6-2 | Francis Louis Fassitt               | États-Unis   |
| Double messieurs | Diaz Albertini J. Havet | France       | inconnu       | Cucheval-Clarigny Carlos de Candamo | France Pérou |

## Simple Messieurs

### Huitième de finale (1ertour)
Laurent Riboulet, Schmitten,  Frederick Arthur Bridgman,  Legrand,  Cucheval-Clarigny sont exempts de premier tour.

 Jean Schopfer bat  G. Hetley (6-0, 6-1)

 Francis Fassitt bat Webster (6-1, 6-0)

F. Goldsmith bat  Diaz-Albertini (Forfait)

### Quart de finale
Laurent Riboulet bat Schmitten (6-1, 6-0)

 Jean Schopfer bat  Frederick Bridgman (6-3, 6-5)

 Francis Fassitt bat F. Goldsmith  (6-2, 6-3)

 Cucheval-Clarigny bat  Legrand (Forfait)

### Demi-finale
Jean Schopfer bat  Laurent Riboulet (6-4, 6-3)

 Francis Fassitt bat  Cucheval-Clarigny (6-4, 3-6, 6-0)

### Finale
Jean Schopfer bat  Francis Fassitt (6-2, 1-6, 6-2)